# سومان غوش
سومان غوش (بالإنجليزية: Suman Ghosh) هو اقتصادي ومخرج هندي، ولد في 1972.

## وصلات خارجية
- سومان غوش على موقع IMDb (الإنجليزية)
- سومان غوش على موقع قاعدة بيانات الفيلم (الإنجليزية)